# 寒竹ゆり
寒竹 ゆり（かんちく ゆり、1982年4月16日 - ）は、日本の映画監督、脚本家。東京都出身。

## 来歴
2001年、文化女子大学附属杉並高等学校(現:文化学園大学杉並高等学校)卒業。2006年、日本大学藝術学部映画学科脚本コース卒業。日本大学藝術学部在学中に初めて書いたシナリオを岩井俊二監督に送ったことをきっかけに岩井に師事し、2004年にラジオドラマ『ラッセ・ハルストレムがうまく言えない』で脚本家デビューした。
2009年、佐々木希の初主演映画『天使の恋』で初めて長編映画を監督。2013年、「ケランハンパン」で第23回ゆうばり国際ファンタスティック映画祭審査員特別賞を受賞。

## 作品

### 映画
- 天使の恋（2009年） - 監督・脚本
- DOCUMENTARY of AKB48 to be continued 10年後、少女たちは今の自分に何を思うのだろう?（2011年） - 監督・編集
- ケランハンパン（2012年） - 監督・脚本

### ドラマ
- 警視庁失踪人捜査課 第6話(2010年5月21日、テレビ朝日) - 監督・脚本
- 警視庁失踪人捜査課スペシャル(2011年12月24日、テレビ朝日) - 監督
- L et M わたしがあなたを愛する理由、そのほかの物語（2012年、BeeTV） - 監督・脚本[5]
- おわらないものがたり（2014年、フジテレビ）- 監督・脚本[6]
- First Love 初恋（2022年11月24日 Netflix) - 脚本・監督

### MV
- miwa「don't cry anymore」（2010年）- 監督・編集
- miwa「chAngE」（2010年）- 監督・編集
- miwa「オトシモノ」（2010年）- 監督
- 大知正紘「手」（2010年）- 監督・編集
- amazarashi「性善説」（2013年）- 監督

### イメージDVD
- 佐藤健 「My Color」（2008年) - 監督・脚本・編集
- 上野樹里 「ao akua」（2009年) - 監督・脚本・編集

### ラジオドラマ
- ラッセ・ハルストレムがうまく言えない（2004年) - 脚本
- MY LITTLE HONDA（2005年) - 監督・編集
- ひまわり （2005年) - 監督・編集

### TV
- 僕の彼女はサイボーグ 公開記念特番（2008年5月24日、TBS）- 監督・編集
- DOCUMENTARY of AKB48 1ミリ先の未来（2011年1月9日、NHK総合）- 監督

### メイキング
- 僕の彼女はサイボーグ メイキング（2008年) - 監督・撮影・編集・予告篇編集
- 虹の女神（2006年)- 撮影

### その他
特記のないものは監督作品
- Nestle ネスカフェ アンバサダー CM（2013年)
- nana's green tea ブランドムービー（2015年)